# 夢中人 (1986年電影)
《夢中人》是1986年上映的一部香港奇幻愛情電影，由區丁平執導，周潤發、林青霞主演。本片榮獲第23屆金馬獎最佳服裝設計及第6屆香港電影金像獎最佳音樂。

## 劇情
音樂指揮家宋羽（周潤發 飾）與女友華麗（楊雪儀 飾）同居八年，感情穩定。然而，宋羽開始在夢境或幻覺中見到一個秦朝裝扮的女子，又看見自己是兵馬俑，疑幻疑真。一天，他在香港舉辦的兵馬俑展覽巧遇珠寶設計師悅香（林青霞 飾），彼此都發現對方與自己夢中所見的人一模一樣，這個謎團隨即被慢慢解開。原來宋羽與悅香在二千多年前是夫妻，宋羽因開罪秦始皇而被殺，悅香亦自盡跟隨他共赴黃泉。他們在1960年代轉世出生，在香港重遇彼此。當知道自己的前生後，二人決定走在一起，導致陪伴了宋羽八年的女友憂憤自殺。

## 演員
- 林青霞 (飾悅香)
- 周潤發 (飾宋羽)
- 楊雪儀 (飾華麗)
- 關山
- 金燕玲
- 黃曼梨
- 林聰 (飾李常)
- 程守一

## 電影歌曲

### 主題曲
| 歌名       | 演唱者         | 作曲   | 填詞   |
| 〈夢中情〉 | 林青霞、周潤發 | 林敏怡 | 林敏驄 |

## 獎項
| 年份 | 頒獎典禮            | 獎項         | 名單   | 結果 |
| ---- | ------------------- | ------------ | ------ | ---- |
| 1986 | 第23屆金馬獎        | 最佳美術設計 | 張叔平 | 提名 |
| 1986 | 第23屆金馬獎        | 最佳服裝設計 | 張叔平 | 獲獎 |
| 1986 | 第23屆金馬獎        | 最佳原著音樂 | 羅永暉 | 提名 |
| 1987 | 第6屆香港電影金像獎 | 最佳女配角   | 楊雪儀 | 提名 |
| 1987 | 第6屆香港電影金像獎 | 最佳攝影     | 黃仲標 | 提名 |
| 1987 | 第6屆香港電影金像獎 | 最佳美術指導 | 張叔平 | 提名 |
| 1987 | 第6屆香港電影金像獎 | 最佳音樂     | 羅永暉 | 獲獎 |

## 外部連結
- 香港影庫上《夢中人》的資料（繁體中文）
- 開眼電影網上《夢中人》的資料（繁體中文）
- 时光网上《夢中人》的資料（简体中文）
- 豆瓣电影上《夢中人》的資料 （简体中文）
- 互联网电影数据库（IMDb）上《夢中人》的资料（英文）
- 爛番茄上《夢中人》的資料（英文）
- AllMovie上《夢中人》的资料（英文）